# Ільїнка (присілок, Оршанський район)
Ільї́нка (рос. Ильинка, марій. Ильинка) — присілок у складі Оршанського району Марій Ел, Росія. Входить до складу Марковського сільського поселення.

## Населення
Населення — 8 особи (2010; 13 у 2002).
Національний склад (станом на 2002 рік):
- марійці — 69 %
- росіяни — 31 %